# 네기시 에이이치
네기시 에이이치(일본어: 根岸 英一, 1935년 7월 14일 ~ 2021년 6월 6일)는 일본의 화학자이며, 홋카이도 대학 촉매과학연구소 및 퍼듀 대학교 허버트 C. 브라운 화학연구실의 특별교수이다(H.C. Brown Distinguished Professor of Chemistry).
2010년에 팔라듐의 촉매교차를 결합한 네기시 반응을 연구한 공로로 리처드 F. 헥, 스즈키 아키라와 함께 노벨 화학상을 수상했다.
오카야마 대학 명예 박사, 테이진 그룹 명예 펠로, 가나가와현 야마토시 명예시민이었다.

## 인물
1935년에 만주국 신징(현: 중화인민공화국 지린성 창춘시)에서 태어나 이듬해인 1936년 남만주철도 계열 상사 회사에 근무하던 아버지의 전근에 의해 빈장성 하얼빈시(현: 헤이룽장성 하얼빈시)로 이사해서 어린 시절을 보냈다. 1943년, 아버지의 전근으로 일제 강점기 시대의 한국 인천부(현: 대한민국 인천광역시)와 경성부 성동구(현: 대한민국 서울특별시 성동구)에서 자랐다.
제2차 세계 대전 후인 1945년 11월, 도쿄도 메구로구에 돌아오면서 친척들과 보냈지만 심각한 식량 부족 등을 해소하기 위해 가나가와현 고자군 야마토정(현: 야마토시)에 있는 미나미린칸으로 이사하여 야마토 초등학교 및 야마토 중학교(신제)에 진학했다. 만주국에서 생활하던 시절에 내지의 같은 세대의 아동보다 1년 빨리 초등학교에 입학했기 때문에 가나가와 현립 쇼난 고등학교에 진학하려고 했을 때 고등학교에서 나이가 한 살이 어려 입학할 수 없다고 통보받았다. 이 사실을 전해들은 야마토 중학교 교사 10명이 번갈아가며 쇼난 고등학교를 설득한 끝에 입학 허가가 내려졌다. 이 학교에 입학했을 때 동급생보다 한 살 아래인 14세였다. 고등학교에서의 클럽 활동은 합창부 소속으로 동시에 회화부에도 소속됐는데 회화부의 2학년 위에는 이시하라 신타로가 다니고 있어서 한 동안 두 사람은 회화부에 소속돼 있었지만 수준 차이를 느낀 네기시는 회화부를 단기간에 그만뒀다. 쇼난 고등학교에 재학할 당시에는 성적이 우수한 학생은 아니었지만 2학년으로 올라간 후에 열심히 공부한 결과 2학년 2학기부터 졸업 때까지 최상위 수준의 성적을 내면서 1953년 3월에 쇼난 고등학교를 졸업했다. 같은 해 17세의 나이로 도쿄 대학에 입학할 수 있었다. 만일 도쿄 대학 입시에서 낙방했을 때는 도쿄 예술대학 악기과나 지휘과라면 악기 연주를 못하는 스스로도 입학할 수 있을지도 모른다고 생각해서 예술대학으로의 진학도 생각하고 있었다고 한다.
대학 3학년 때 위장장애를 앓아서 병원에 일시 입원하고 1년 유급했다. 1958년 도쿄 대학 공학부 응용화학과를 졸업했으며 도쿄 대학 공학부 출신자로서는 최초의 노벨상 수상자이다. 재학 중에 ‘테이진 구무라 장학금’을 받은 인연도 있어서 같은 해 1958년 4월에 제국인조견사(현: 테이진)에 입사했다. 그 후 1960년 테이진에 휴직계를 내고 풀브라이트 장학생으로서 미국으로 건너가 펜실베이니아 대학교의 박사 과정에 입학, 1963년에 박사 학위(Ph.D.)를 취득했다. 당시 박사 과정에서의 지도교수는 앨런 R. 데이였으며 데이의 감독 지위를 맡았다.
박사 학위를 취득한 이후에는 테이진 중앙연구소에 복귀했지만 학계의 연구자가 되기로 결심했다. 일본에 있는 대학에서의 근무를 희망하고 있었지만 직장을 찾을 수 없었고 1966년에 테이진을 휴직(사표를 제출했으며 테이진측이 만류하고 있었기 때문에 휴직으로 취급)해서 퍼듀 대학교 박사연구원이 됐다. 당시 지도교수는 허버트 C. 브라운(1979년 노벨 화학상 수상)이었다.
1968년에 퍼듀 대학교 강사, 1972년 시러큐스 대학교 조교수로 부임해 테이진을 정식으로 퇴직했다. 1976년 시러큐스 대학교 준교수로 승진했고 1979년에는 브라운 교수의 초청으로 퍼듀 대학교로 자리를 옮겨 교수로 부임했다. 그해 브라운의 노벨상 시상식에는 구성원의 한 사람으로서 시상식에 참석했다. 1999년부터 퍼듀 대학교 허버트 C. 브라운 화학연구실 특별교수의 직위에 오르며 활동했다.
2010년 10월에는 옛 직장이었던 테이진에서 ‘테이진 그룹 명예 펠로’로 초빙돼 정식 부임했다.
2011년에 모교인 펜실베이니아 대학교에서 명예 박사 학위(Doctor of Science)를 수여받았고 또한 오카야마 대학의 에너지 연구 거점에 대해 오랫동안 조언자 역할을 맡으면서 같은 해 3월 23일에 오카야마 대학으로부터 명예 박사학위를 받았다. 더 나아가 독립행정법인 과학기술진흥기구의 총괄연구주감으로 발탁돼 과학기술진흥기구가 일본에서의 활동 거점으로 자리잡았다. 2014년 3월에는 모교인 도쿄 대학에서 명예 박사 학위를 받았다.
2018년 3월 12일, 미국 일리노이주에서 네기시 부부가 탄 차량이 도로 옆 도랑에 빠지는 사고를 당했다는 사실이 현지 경찰에 의해서 뒤늦게 밝혀졌다. 일리노이주 현지 경찰에 따르면 에이이치는 구조를 요청하기 위해 차 밖에 나갔지만 돌아오지 않았고, 남편을 찾기 위해 아내인 스미레도 차 밖으로 나왔다. 하지만 현지의 기상 상황은 살인적인 추위였고 스미레는 저체온 증상이 나타나면서 그 후 두 사람은 병원으로 옮겨졌으나 스미레는 사망했다(향년 80세). 스미레의 사망에 대해서는 당초엔 범죄 혐의가 의심됐지만 사인이 우발적인 저체온증인 것으로 보고 경찰은 범죄 혐의에 대한 연관성을 부인했다.
2021년 6월 6일, 미국 인디애나주 인디애나폴리스에서 향년 85세의 일기로 사망했다. 일본에 소속돼 있던 도쿄 대학과 홋카이도 대학, 오카야마 대학 등에서 애도의 뜻을 표했다. 사후에는 일본 정부로부터 종3위로 추서됐다.

## 기타
- 미국에 거주한 이력은 50년을 넘었고 가족은 2녀와 4명의 손자를 두었다.
- 부인 스미레(2018년 3월 사망)는 쇼난 고등학교 동급생인 스즈키 겐지의 여동생이었다.[33]
- 취미는 스키.

## 연구 실적

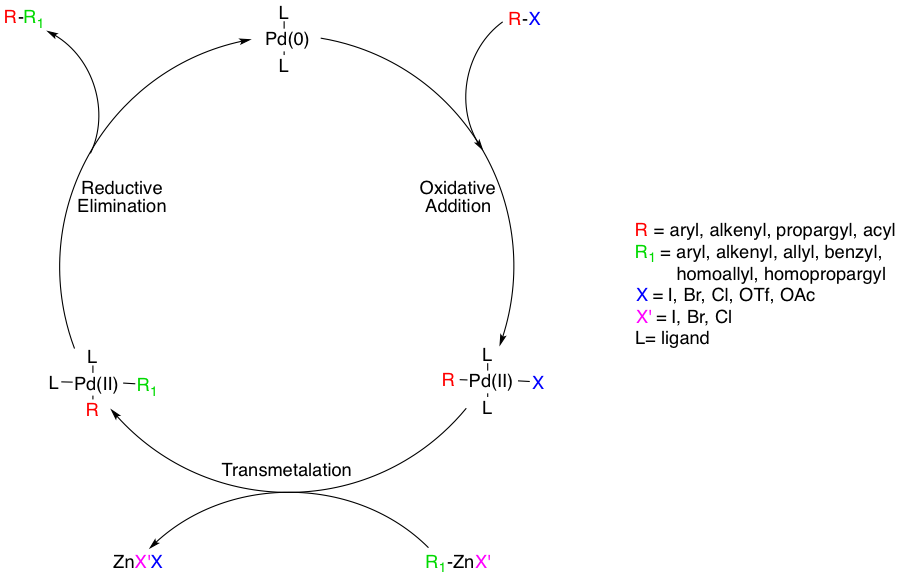
네기시 반응의 메커니즘

유기 아연 화합물과 유기 할로겐 화물을 팔라듐 또는 니켈 촉매 하에서 축합하여 C-C결합 생성물을 얻는 ‘네기시 반응’을 발견했다. 이러한 업적에 의해 스즈키 아키라, 리처드 F. 헥과 함께 2010년 10월 6일에 노벨 화학상 수상자로 결정됐다. 이 노벨 화학상 수상에 관해서 네기시는 “꿈꾸던 것이 이뤄졌다. 50년간 줄곧 생각하고 있으면 꿈은 이뤄진다”라고 말해 일본 젊은이도 해외에 진출해야 한다고 발언했다. 또 유기 알루미늄 화합물, 유기 지르코늄 화합물을 크로스 커플링에 이용할 수 있다는 것도 최초로 보고했다. 네기시는 이 커플링 기술의 특허를 취득하지 않았는데 그 이유는 이 기술의 보급을 꾀하고 있었다.

특허를 취득하지 않으면 우리의 성과를 누구라도 부담없이 사용할 수 있기 때문이라고 생각해서 반쯤은 의식적이었다.
 — 네기시 에이이치(요미우리 신문, 2010년 10월 7일자)
그 외에도 이염화 지르코노센을 환원해서 얻을 수 있는 Zr(C5H5)2는 일명 ‘네기시 시약’(根岸試薬)이라고도 불리며 다치환 벤젠의 합성 등에 이용된다. 또한 2010년 노벨상 수상 공적에 의해 헤이세이 22년도(2010년) 문화공로자로 선정됨과 동시에 문화훈장의 수상자로도 선정됐다.

## 수상 경력

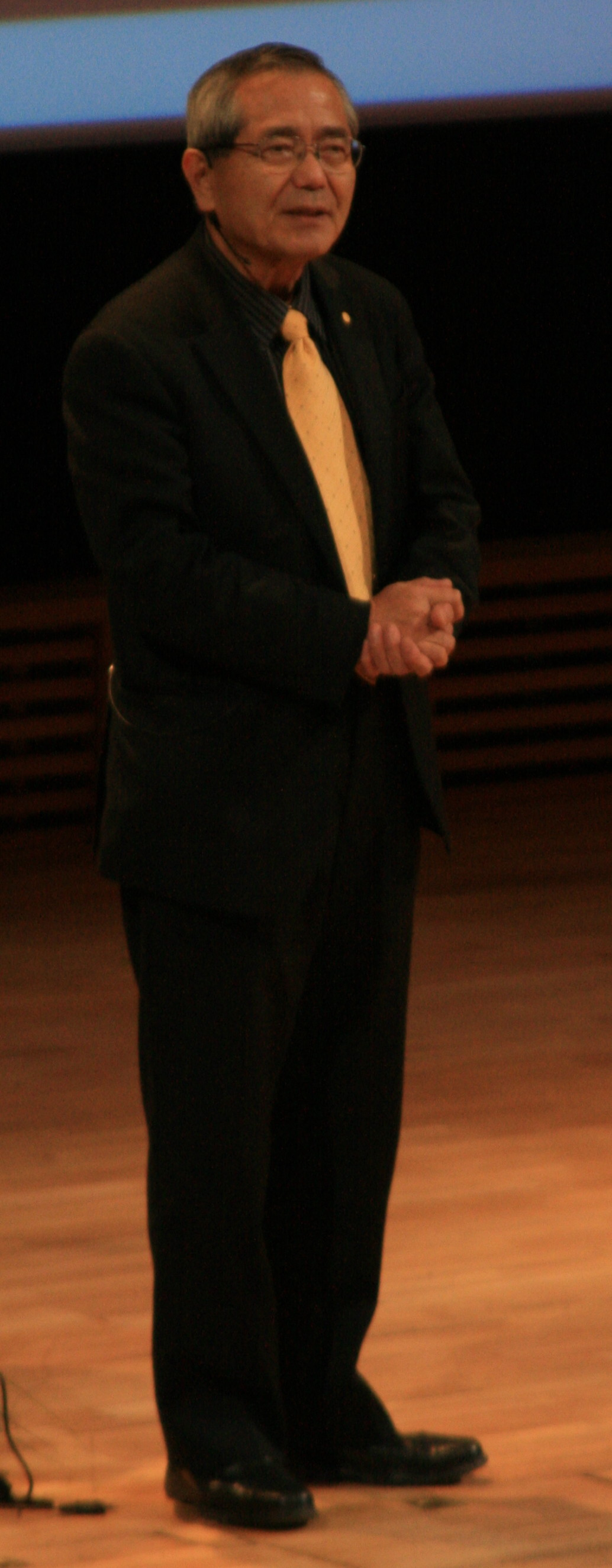
스톡홀름 대학교에서 노벨상 수상 강연을 하고 있는 네기시(2010년)

- 1996년 : A. R. Day Award(ACS Philadelphia Section award)
- 1997년 : 일본 화학회상[39]
- 1998년 : Herbert N. McCoy Award(허버트 맥코이상)
- 1998년 : American Chemical Society Award for Organometallic Chemistry(미국 화학회 유기금속화학상)
- 1998~2000년 : Alexander von Humboldt Senior Researcher Award(알렉산더 폰 훔볼트 재단 상석 연구상)
- 2000년 : Sir Edward Frankland Prize Lectureship(에드워드 프랭클랜드 강연상)[40]
- 2003년 : Sigma Xi Award(퍼듀 대학교)
- 2007년 : Yamada-Koga Prize(야마다-고가상)
- 2010년 : 노벨 화학상[34]
- 2010년 : ACS Award for Creative Work in Synthetic Organic Chemistry(미국 화학회 유기합성화학상)
- 2015년 : Fray International Sustainability Award, SIPS 2015[41]

### 상훈·영예
- 1960~1961년 : Fulbright-Smith-Mund Fellowship(풀브라이트 장학금)
- 1962~1963년 : Harrison Fellowship at University of Pennsylvania(펜실베이니아 대학교 해리슨 펠로십)
- 1986년 : 구겐하임 펠로십
- 2009년 : Invited Lectureship, 4th Mitsui International Catalysis Symposium (MICS-4), Kisarazu, Japan
- 2010년 : 문화공로자[36]
- 2010년 : 문화훈장[37]
- 2010년 : 야마토시 명예시민[9][10]
- 2010년 : 테이진 그룹 명예 펠로
- 2011년 : Sagamore of the Wabash
- 2011년 : Order of the Griffin
- 2011년 : 오카야마 대학 명예 박사
- 2021년 : 종3위[32]

## 회원
- 2011년 : 미국 예술 과학 아카데미 회원
- 2014년 : 미국 과학 아카데미 회원[42]

## 같이 보기
- 네기시 반응
- 스즈키 아키라 (화학자)
- 테이진